# Olympische Sommerspiele 2020/Basketball – Mannschaft (Männer)
Das Basketballturnier der Herren bei den Olympischen Spielen 2020 wurde vom 25. Juli bis 7. August ausgetragen. Insgesamt nahmen 12 Teams teil. Team USA gewann bei seiner 19. Teilnahme an einem olympischen Turnier die 16. Goldmedaille vor Frankreich und Australien.
Austragungsort war die Saitama Super Arena in der gleichnamigen Stadt Saitama, die 36.500 Zuschauern Platz bietet.

## Qualifikation
Qualifiziert für das olympische Basketballturnier hatten sich folgende Mannschaften:
| Qualifikationswettbewerb       | Qualifikationswettbewerb       | Datum                           | Gastgeber    | Plätze | Qualifizierte Teams            |
| ------------------------------ | ------------------------------ | ------------------------------- | ------------ | ------ | ------------------------------ |
| Gastgeber                      | Gastgeber                      | 7. September 2013               | Buenos Aires | 1      | Japan                          |
| Weltmeisterschaft 2019         | Afrika                         | 31. August – 15. September 2019 | China        | 1      | Nigeria                        |
| Weltmeisterschaft 2019         | Amerika                        | 31. August – 15. September 2019 | China        | 2      | Argentinien Vereinigte Staaten |
| Weltmeisterschaft 2019         | Asien                          | 31. August – 15. September 2019 | China        | 1      | Iran                           |
| Weltmeisterschaft 2019         | Europa                         | 31. August – 15. September 2019 | China        | 2      | Frankreich Spanien             |
| Weltmeisterschaft 2019         | Ozeanien                       | 31. August – 15. September 2019 | China        | 1      | Australien                     |
| Olympia-Qualifikationsturniere | Olympia-Qualifikationsturniere | 22. Juni – 4. Juli 2021         | Victoria     | 1      | Tschechien                     |
| Olympia-Qualifikationsturniere | Olympia-Qualifikationsturniere | 22. Juni – 4. Juli 2021         | Split        | 1      | Deutschland                    |
| Olympia-Qualifikationsturniere | Olympia-Qualifikationsturniere | 22. Juni – 4. Juli 2021         | Kaunas       | 1      | Slowenien                      |
| Olympia-Qualifikationsturniere | Olympia-Qualifikationsturniere | 22. Juni – 4. Juli 2021         | Belgrad      | 1      | Italien                        |
| Gesamt                         | Gesamt                         | Gesamt                          | Gesamt       | 12     | 12                             |

## Ergebnisse

### Gruppenphase

#### Gruppe A
| Platz | Team               | Spiele | Siege | Ndlg. | Körbe   | Diff. | Punkte |
| ----- | ------------------ | ------ | ----- | ----- | ------- | ----- | ------ |
| 1.    | Frankreich         | 3      | 3     | 0     | 259:215 | +44   | 6      |
| 2.    | Vereinigte Staaten | 3      | 2     | 1     | 315:233 | +82   | 5      |
| 3.    | Tschechien         | 3      | 1     | 2     | 245:294 | −49   | 4      |
| 4.    | Iran               | 3      | 0     | 3     | 206:283 | −77   | 3      |

| 25. Juli 2021 10:00 Uhr (Ortszeit) | 3:00 Uhr (MESZ) | Iran                                                                              | 78 – 84 | Tschechien                                                           | Saitama Super Arena Schiedsrichter: Matthew Kallio (CAN), Scott Beker (AUS), Yener Yılmaz (TUR) |
| 25. Juli 2021 10:00 Uhr (Ortszeit) | 3:00 Uhr (MESZ) | Punkte pro Viertel: 19–25, 11–21, 16–21, 32–17 Punkte pro Halbzeit: 30–46, 48–63. |         |                                                                      | Saitama Super Arena Schiedsrichter: Matthew Kallio (CAN), Scott Beker (AUS), Yener Yılmaz (TUR) |
| 25. Juli 2021 10:00 Uhr (Ortszeit) | 3:00 Uhr (MESZ) | Punkte: Jamshidi 16 Rebounds: Haddadi 10 Assists: Jamshidi 7                      |         | Punkte: Auda 16 Rebounds: Balvín, Satoranský 8 Assists: Satoranský 8 | Saitama Super Arena Schiedsrichter: Matthew Kallio (CAN), Scott Beker (AUS), Yener Yılmaz (TUR) |
| 25. Juli 2021 10:00 Uhr (Ortszeit) | 3:00 Uhr (MESZ) |                                                                                   |         |                                                                      | Saitama Super Arena Schiedsrichter: Matthew Kallio (CAN), Scott Beker (AUS), Yener Yılmaz (TUR) |

| 25. Juli 2021 21:00 Uhr (Ortszeit) | 14:00 Uhr (MESZ) | Frankreich                                                                        | 83 – 76 | Vereinigte Staaten                                                | Saitama Super Arena Schiedsrichter: Guilherme Locatelli (BRA), Michael Weiland (CAN), Manuel Mazzoni (ITA) |
| 25. Juli 2021 21:00 Uhr (Ortszeit) | 14:00 Uhr (MESZ) | Punkte pro Viertel: 15–22, 22–23, 25–11, 21–20 Punkte pro Halbzeit: 37–35, 46–31. |         |                                                                   | Saitama Super Arena Schiedsrichter: Guilherme Locatelli (BRA), Michael Weiland (CAN), Manuel Mazzoni (ITA) |
| 25. Juli 2021 21:00 Uhr (Ortszeit) | 14:00 Uhr (MESZ) | Punkte: Fournier 28 Rebounds: Gobert 9 Assists: Batum, de Colo 5                  |         | Punkte: Holiday 18 Rebounds: Adebayo 10 Assists: Green, Holiday 4 | Saitama Super Arena Schiedsrichter: Guilherme Locatelli (BRA), Michael Weiland (CAN), Manuel Mazzoni (ITA) |
| 25. Juli 2021 21:00 Uhr (Ortszeit) | 14:00 Uhr (MESZ) |                                                                                   |         |                                                                   | Saitama Super Arena Schiedsrichter: Guilherme Locatelli (BRA), Michael Weiland (CAN), Manuel Mazzoni (ITA) |

| 28. Juli 2021 13:40 Uhr (Ortszeit) | 6:40 Uhr (MESZ) | Vereinigte Staaten                                                                | 120 – 66 | Iran                                                                  | Saitama Super Arena Schiedsrichter: Antonio Conde (ESP), Yohan Rosso (FRA), Andreia Silva (BRA) |
| 28. Juli 2021 13:40 Uhr (Ortszeit) | 6:40 Uhr (MESZ) | Punkte pro Viertel: 28–12, 32–18, 22–13, 38–23 Punkte pro Halbzeit: 60–30, 60–36. |          |                                                                       | Saitama Super Arena Schiedsrichter: Antonio Conde (ESP), Yohan Rosso (FRA), Andreia Silva (BRA) |
| 28. Juli 2021 13:40 Uhr (Ortszeit) | 6:40 Uhr (MESZ) | Punkte: Lillard 21 Rebounds: Booker, Durant 5 Assists: LaVine 8                   |          | Punkte: Haddadi 15 Rebounds: Haddadi 6 Assists: Jalalpoor, Jamshidi 3 | Saitama Super Arena Schiedsrichter: Antonio Conde (ESP), Yohan Rosso (FRA), Andreia Silva (BRA) |
| 28. Juli 2021 13:40 Uhr (Ortszeit) | 6:40 Uhr (MESZ) |                                                                                   |          |                                                                       | Saitama Super Arena Schiedsrichter: Antonio Conde (ESP), Yohan Rosso (FRA), Andreia Silva (BRA) |

| 28. Juli 2021 21:00 Uhr (Ortszeit) | 14:00 Uhr (MESZ) | Tschechien                                                                        | 77 – 97 | Frankreich                                                 | Saitama Super Arena Schiedsrichter: Juan Fernández (ARG), Manuel Mazzoni (ITA), Leandro Lezcano (ARG) |
| 28. Juli 2021 21:00 Uhr (Ortszeit) | 14:00 Uhr (MESZ) | Punkte pro Viertel: 28–22, 12–29, 16–26, 21–20 Punkte pro Halbzeit: 40–51, 37–46. |         |                                                            | Saitama Super Arena Schiedsrichter: Juan Fernández (ARG), Manuel Mazzoni (ITA), Leandro Lezcano (ARG) |
| 28. Juli 2021 21:00 Uhr (Ortszeit) | 14:00 Uhr (MESZ) | Punkte: Veselý 19 Rebounds: Balvín 8 Assists: Satoranský 9                        |         | Punkte: Fournier 21 Rebounds: Gobert 10 Assists: de Colo 8 | Saitama Super Arena Schiedsrichter: Juan Fernández (ARG), Manuel Mazzoni (ITA), Leandro Lezcano (ARG) |
| 28. Juli 2021 21:00 Uhr (Ortszeit) | 14:00 Uhr (MESZ) |                                                                                   |         |                                                            | Saitama Super Arena Schiedsrichter: Juan Fernández (ARG), Manuel Mazzoni (ITA), Leandro Lezcano (ARG) |

| 31. Juli 2021 10:00 Uhr (Ortszeit) | 3:00 Uhr (MESZ) | Iran                                                                              | 62 – 79 | Frankreich                                                     | Saitama Super Arena Schiedsrichter: Guilherme Locatelli (BRA), Leandro Lezcano (ARG), Rabah Noujaim (LIB) |
| 31. Juli 2021 10:00 Uhr (Ortszeit) | 3:00 Uhr (MESZ) | Punkte pro Viertel: 17-22, 10-24, 20-16, 15-17 Punkte pro Halbzeit: 27-46, 35-33. |         |                                                                | Saitama Super Arena Schiedsrichter: Guilherme Locatelli (BRA), Leandro Lezcano (ARG), Rabah Noujaim (LIB) |
| 31. Juli 2021 10:00 Uhr (Ortszeit) | 3:00 Uhr (MESZ) | Punkte: Haddadi 18 Rebounds: Haddadi 12 Assists: Haddadi 5                        |         | Punkte: Heurtel 16 Rebounds: vier Spieler 5 Assists: de Colo 5 | Saitama Super Arena Schiedsrichter: Guilherme Locatelli (BRA), Leandro Lezcano (ARG), Rabah Noujaim (LIB) |
| 31. Juli 2021 10:00 Uhr (Ortszeit) | 3:00 Uhr (MESZ) |                                                                                   |         |                                                                | Saitama Super Arena Schiedsrichter: Guilherme Locatelli (BRA), Leandro Lezcano (ARG), Rabah Noujaim (LIB) |

| 31. Juli 2021 21:00 Uhr (Ortszeit) | 14:00 Uhr (MESZ) | Vereinigte Staaten                                                                | 119 – 84 | Tschechien                                                     | Saitama Super Arena Schiedsrichter: Aleksandar Glišić (SRB), Manuel Mazzoni (ITA), Maripier Malo (CAN) |
| 31. Juli 2021 21:00 Uhr (Ortszeit) | 14:00 Uhr (MESZ) | Punkte pro Viertel: 18-25, 29-18, 35-17, 37-24 Punkte pro Halbzeit: 47-43, 72-41. |          |                                                                | Saitama Super Arena Schiedsrichter: Aleksandar Glišić (SRB), Manuel Mazzoni (ITA), Maripier Malo (CAN) |
| 31. Juli 2021 21:00 Uhr (Ortszeit) | 14:00 Uhr (MESZ) | Punkte: Tatum 27 Rebounds: Durant 8 Assists: Durant 6                             |          | Punkte: Schilb 17 Rebounds: Satoranský 6 Assists: Satoranský 8 | Saitama Super Arena Schiedsrichter: Aleksandar Glišić (SRB), Manuel Mazzoni (ITA), Maripier Malo (CAN) |
| 31. Juli 2021 21:00 Uhr (Ortszeit) | 14:00 Uhr (MESZ) |                                                                                   |          |                                                                | Saitama Super Arena Schiedsrichter: Aleksandar Glišić (SRB), Manuel Mazzoni (ITA), Maripier Malo (CAN) |

#### Gruppe B
| Platz | Team        | Spiele | Siege | Ndlg. | Körbe   | Diff. | Punkte |
| ----- | ----------- | ------ | ----- | ----- | ------- | ----- | ------ |
| 1.    | Australien  | 3      | 3     | 0     | 259:224 | +35   | 6      |
| 2.    | Italien     | 3      | 2     | 1     | 255:239 | +16   | 5      |
| 3.    | Deutschland | 3      | 1     | 2     | 257:273 | −16   | 4      |
| 4.    | Nigeria     | 3      | 0     | 3     | 228:263 | −35   | 3      |

| 25. Juli 2021 13:40 Uhr (Ortszeit) | 6:40 Uhr (MESZ) | Deutschland                                                                       | 82 – 92 | Italien                                                    | Saitama Super Arena Schiedsrichter: Antonio Conde (ESP), Ahmed Al-Shuwaili (IRQ), Yevgeniy Mikheyev (KAZ) |
| 25. Juli 2021 13:40 Uhr (Ortszeit) | 6:40 Uhr (MESZ) | Punkte pro Viertel: 32–22, 14–21, 26–25, 10–24 Punkte pro Halbzeit: 46–43, 36–49. |         |                                                            | Saitama Super Arena Schiedsrichter: Antonio Conde (ESP), Ahmed Al-Shuwaili (IRQ), Yevgeniy Mikheyev (KAZ) |
| 25. Juli 2021 13:40 Uhr (Ortszeit) | 6:40 Uhr (MESZ) | Punkte: Lô 24 Rebounds: Voigtmann 6 Assists: Bonga, Lô, Voigtmann 4               |         | Punkte: Fontecchio 20 Rebounds: Melli 9 Assists: Mannion 7 | Saitama Super Arena Schiedsrichter: Antonio Conde (ESP), Ahmed Al-Shuwaili (IRQ), Yevgeniy Mikheyev (KAZ) |
| 25. Juli 2021 13:40 Uhr (Ortszeit) | 6:40 Uhr (MESZ) |                                                                                   |         |                                                            | Saitama Super Arena Schiedsrichter: Antonio Conde (ESP), Ahmed Al-Shuwaili (IRQ), Yevgeniy Mikheyev (KAZ) |

| 25. Juli 2021 17:20 Uhr (Ortszeit) | 10:20 Uhr (MESZ) | Australien                                                                        | 84 – 65 | Nigeria                                                         | Saitama Super Arena Schiedsrichter: Ademir Zurapović (BIH), Luis Castillo (ESP), Takaki Kato (JPN) |
| 25. Juli 2021 17:20 Uhr (Ortszeit) | 10:20 Uhr (MESZ) | Punkte pro Viertel: 23–23, 20–17, 15–12, 26–13 Punkte pro Halbzeit: 43–40, 41–25. |         |                                                                 | Saitama Super Arena Schiedsrichter: Ademir Zurapović (BIH), Luis Castillo (ESP), Takaki Kato (JPN) |
| 25. Juli 2021 17:20 Uhr (Ortszeit) | 10:20 Uhr (MESZ) | Punkte: Mills 25 Rebounds: Kay 8 Assists: Mills 6                                 |         | Punkte: Emegano 12 Rebounds: Achiuwa 6 Assists: Agada, Okogie 3 | Saitama Super Arena Schiedsrichter: Ademir Zurapović (BIH), Luis Castillo (ESP), Takaki Kato (JPN) |
| 25. Juli 2021 17:20 Uhr (Ortszeit) | 10:20 Uhr (MESZ) |                                                                                   |         |                                                                 | Saitama Super Arena Schiedsrichter: Ademir Zurapović (BIH), Luis Castillo (ESP), Takaki Kato (JPN) |

| 28. Juli 2021 10:00 Uhr (Ortszeit) | 3:00 Uhr (MESZ) | Nigeria                                                                           | 92 – 99 | Deutschland                                              | Saitama Super Arena Schiedsrichter: Omar Bermúdez (MEX), Mārtiņš Kozlovskis (LAT), Rabah Noujaim (LIB) |
| 28. Juli 2021 10:00 Uhr (Ortszeit) | 3:00 Uhr (MESZ) | Punkte pro Viertel: 21–24, 29–26, 24–24, 18–25 Punkte pro Halbzeit: 50–50, 42–49. |         |                                                          | Saitama Super Arena Schiedsrichter: Omar Bermúdez (MEX), Mārtiņš Kozlovskis (LAT), Rabah Noujaim (LIB) |
| 28. Juli 2021 10:00 Uhr (Ortszeit) | 3:00 Uhr (MESZ) | Punkte: Nwora 33 Rebounds: Nwora 7 Assists: Emegano 6                             |         | Punkte: Voigtmann 19 Rebounds: Thiemann 10 Assists: Lô 9 | Saitama Super Arena Schiedsrichter: Omar Bermúdez (MEX), Mārtiņš Kozlovskis (LAT), Rabah Noujaim (LIB) |
| 28. Juli 2021 10:00 Uhr (Ortszeit) | 3:00 Uhr (MESZ) |                                                                                   |         |                                                          | Saitama Super Arena Schiedsrichter: Omar Bermúdez (MEX), Mārtiņš Kozlovskis (LAT), Rabah Noujaim (LIB) |

| 28. Juli 2021 17:20 Uhr (Ortszeit) | 10:20 Uhr (MESZ) | Italien                                                                           | 83 – 86 | Australien                                                                   | Saitama Super Arena Schiedsrichter: Michael Weiland (CAN), Steven Anderson (USA), Ahmed Al-Shuwaili (IRQ) |
| 28. Juli 2021 17:20 Uhr (Ortszeit) | 10:20 Uhr (MESZ) | Punkte pro Viertel: 25–25, 20–19, 17–21, 21–21 Punkte pro Halbzeit: 45–44, 38–42. |         |                                                                              | Saitama Super Arena Schiedsrichter: Michael Weiland (CAN), Steven Anderson (USA), Ahmed Al-Shuwaili (IRQ) |
| 28. Juli 2021 17:20 Uhr (Ortszeit) | 10:20 Uhr (MESZ) | Punkte: Fontecchio 22 Rebounds: Polonara 7 Assists: Mannion 7                     |         | Punkte: Landale 18 Rebounds: Kay, Landale, Baynes 7 Assists: Ingles, Mills 5 | Saitama Super Arena Schiedsrichter: Michael Weiland (CAN), Steven Anderson (USA), Ahmed Al-Shuwaili (IRQ) |
| 28. Juli 2021 17:20 Uhr (Ortszeit) | 10:20 Uhr (MESZ) |                                                                                   |         |                                                                              | Saitama Super Arena Schiedsrichter: Michael Weiland (CAN), Steven Anderson (USA), Ahmed Al-Shuwaili (IRQ) |

| 31. Juli 2021 13:40 Uhr (Ortszeit) | 6:40 Uhr (MESZ) | Italien                                                                          | 80 – 71 | Nigeria                                           | Saitama Super Arena Schiedsrichter: Antonio Conde (ESP), Roberto Vázquez (PUR), Takaki Kato (JPN) |
| 31. Juli 2021 13:40 Uhr (Ortszeit) | 6:40 Uhr (MESZ) | Punkte pro Viertel: 29-17, 11-22, 16-24, 24-8 Punkte pro Halbzeit: 40-39, 40-30. |         |                                                   | Saitama Super Arena Schiedsrichter: Antonio Conde (ESP), Roberto Vázquez (PUR), Takaki Kato (JPN) |
| 31. Juli 2021 13:40 Uhr (Ortszeit) | 6:40 Uhr (MESZ) | Punkte: Melli 15 Rebounds: Vitali 6 Assists: Fontecchio, Pajola 4                |         | Punkte: Metu 22 Rebounds: Metu 10 Assists: Metu 3 | Saitama Super Arena Schiedsrichter: Antonio Conde (ESP), Roberto Vázquez (PUR), Takaki Kato (JPN) |
| 31. Juli 2021 13:40 Uhr (Ortszeit) | 6:40 Uhr (MESZ) |                                                                                  |         |                                                   | Saitama Super Arena Schiedsrichter: Antonio Conde (ESP), Roberto Vázquez (PUR), Takaki Kato (JPN) |

| 31. Juli 2021 17:20 Uhr (Ortszeit) | 10:20 Uhr (MESZ) | Australien                                                                        | 89 – 76 | Deutschland                                          | Saitama Super Arena Schiedsrichter: Juan Fernández (ARG), Steven Anderson (USA), Omar Bermúdez (MEX) |
| 31. Juli 2021 17:20 Uhr (Ortszeit) | 10:20 Uhr (MESZ) | Punkte pro Viertel: 18-22, 26-18, 22-19, 23-17 Punkte pro Halbzeit: 44-40, 45-36. |         |                                                      | Saitama Super Arena Schiedsrichter: Juan Fernández (ARG), Steven Anderson (USA), Omar Bermúdez (MEX) |
| 31. Juli 2021 17:20 Uhr (Ortszeit) | 10:20 Uhr (MESZ) | Punkte: Mills 24 Rebounds: Ingles 5 Assists: Mills 6                              |         | Punkte: Obst 17 Rebounds: Voigtmann 13 Assists: Lô 5 | Saitama Super Arena Schiedsrichter: Juan Fernández (ARG), Steven Anderson (USA), Omar Bermúdez (MEX) |
| 31. Juli 2021 17:20 Uhr (Ortszeit) | 10:20 Uhr (MESZ) |                                                                                   |         |                                                      | Saitama Super Arena Schiedsrichter: Juan Fernández (ARG), Steven Anderson (USA), Omar Bermúdez (MEX) |

#### Gruppe C
| Platz | Team        | Spiele | Siege | Ndlg. | Körbe   | Diff. | Punkte |
| ----- | ----------- | ------ | ----- | ----- | ------- | ----- | ------ |
| 1.    | Slowenien   | 3      | 3     | 0     | 329:268 | +61   | 6      |
| 2.    | Spanien     | 3      | 2     | 1     | 256:243 | +13   | 5      |
| 3.    | Argentinien | 3      | 1     | 2     | 268:276 | −8    | 4      |
| 4.    | Japan       | 3      | 0     | 3     | 235:301 | −66   | 3      |

| 26. Juli 2021 13:40 Uhr (Ortszeit) | 6:40 Uhr (MESZ) | Argentinien                                                                       | 100 – 118 | Slowenien                                              | Saitama Super Arena Schiedsrichter: Steven Anderson (USA), Yohan Rosso (FRA), Yu Jung (TPE) |
| 26. Juli 2021 13:40 Uhr (Ortszeit) | 6:40 Uhr (MESZ) | Punkte pro Viertel: 24–32, 18–30, 24–26, 34–30 Punkte pro Halbzeit: 42–62, 58–56. |           |                                                        | Saitama Super Arena Schiedsrichter: Steven Anderson (USA), Yohan Rosso (FRA), Yu Jung (TPE) |
| 26. Juli 2021 13:40 Uhr (Ortszeit) | 6:40 Uhr (MESZ) | Punkte: Scola 23 Rebounds: Deck 8 Assists: Vildoza 5                              |           | Punkte: Dončić 48 Rebounds: Tobey 14 Assists: Dončić 5 | Saitama Super Arena Schiedsrichter: Steven Anderson (USA), Yohan Rosso (FRA), Yu Jung (TPE) |
| 26. Juli 2021 13:40 Uhr (Ortszeit) | 6:40 Uhr (MESZ) |                                                                                   |           |                                                        | Saitama Super Arena Schiedsrichter: Steven Anderson (USA), Yohan Rosso (FRA), Yu Jung (TPE) |

| 26. Juli 2021 21:00 Uhr (Ortszeit) | 14:00 Uhr (MESZ) | Japan                                                                             | 77 – 88 | Spanien                                              | Saitama Super Arena Schiedsrichter: Aleksandar Glišić (SRB), Mārtiņš Kozlovskis (LAT), Rabah Noujaim (LIB) |
| 26. Juli 2021 21:00 Uhr (Ortszeit) | 14:00 Uhr (MESZ) | Punkte pro Viertel: 14–18, 14–30, 28–21, 21–19 Punkte pro Halbzeit: 28–48, 49–40. |         |                                                      | Saitama Super Arena Schiedsrichter: Aleksandar Glišić (SRB), Mārtiņš Kozlovskis (LAT), Rabah Noujaim (LIB) |
| 26. Juli 2021 21:00 Uhr (Ortszeit) | 14:00 Uhr (MESZ) | Punkte: Hachimura 20 Rebounds: Watanabe 8 Assists: Baba, Tanaka 5                 |         | Punkte: Rubio 20 Rebounds: Claver 9 Assists: Rubio 9 | Saitama Super Arena Schiedsrichter: Aleksandar Glišić (SRB), Mārtiņš Kozlovskis (LAT), Rabah Noujaim (LIB) |
| 26. Juli 2021 21:00 Uhr (Ortszeit) | 14:00 Uhr (MESZ) |                                                                                   |         |                                                      | Saitama Super Arena Schiedsrichter: Aleksandar Glišić (SRB), Mārtiņš Kozlovskis (LAT), Rabah Noujaim (LIB) |

| 29. Juli 2021 13:40 Uhr (Ortszeit) | 6:40 Uhr (MESZ) | Slowenien                                                                         | 116 – 81 | Japan                                                                  | Saitama Super Arena Schiedsrichter: Aleksandar Glišić (SRB), Michael Weiland (CAN), Ferdinand Pascual (PHI) |
| 29. Juli 2021 13:40 Uhr (Ortszeit) | 6:40 Uhr (MESZ) | Punkte pro Viertel: 29–23, 24–18, 27–23, 36–17 Punkte pro Halbzeit: 53–41, 89–40. |          |                                                                        | Saitama Super Arena Schiedsrichter: Aleksandar Glišić (SRB), Michael Weiland (CAN), Ferdinand Pascual (PHI) |
| 29. Juli 2021 13:40 Uhr (Ortszeit) | 6:40 Uhr (MESZ) | Punkte: Dončić 25 Rebounds: Tobey 11 Assists: Dončić 7                            |          | Punkte: Hachimura 34 Rebounds: Watanabe 7 Assists: Hachimura, Tanaka 3 | Saitama Super Arena Schiedsrichter: Aleksandar Glišić (SRB), Michael Weiland (CAN), Ferdinand Pascual (PHI) |
| 29. Juli 2021 13:40 Uhr (Ortszeit) | 6:40 Uhr (MESZ) |                                                                                   |          |                                                                        | Saitama Super Arena Schiedsrichter: Aleksandar Glišić (SRB), Michael Weiland (CAN), Ferdinand Pascual (PHI) |

| 29. Juli 2021 21:00 Uhr (Ortszeit) | 14:00 Uhr (MESZ) | Spanien                                                                          | 81 – 71 | Argentinien                                                      | Saitama Super Arena Schiedsrichter: Guilherme Locatelli (BRA), Ademir Zurapovic (BIH), Omar Bermúdez (MEX) |
| 29. Juli 2021 21:00 Uhr (Ortszeit) | 14:00 Uhr (MESZ) | Punkte pro Viertel: 20-25, 20-9, 21-19, 20-18 Punkte pro Halbzeit: 40-34, 41-37. |         |                                                                  | Saitama Super Arena Schiedsrichter: Guilherme Locatelli (BRA), Ademir Zurapovic (BIH), Omar Bermúdez (MEX) |
| 29. Juli 2021 21:00 Uhr (Ortszeit) | 14:00 Uhr (MESZ) | Punkte: Rubio 27 Rebounds: P. Gasol 8 Assists: M. Gasol 5                        |         | Punkte: Laprovittola 27 Rebounds: Deck 8 Assists: Laprovittola 4 | Saitama Super Arena Schiedsrichter: Guilherme Locatelli (BRA), Ademir Zurapovic (BIH), Omar Bermúdez (MEX) |
| 29. Juli 2021 21:00 Uhr (Ortszeit) | 14:00 Uhr (MESZ) |                                                                                  |         |                                                                  | Saitama Super Arena Schiedsrichter: Guilherme Locatelli (BRA), Ademir Zurapovic (BIH), Omar Bermúdez (MEX) |

| 1. August 2021 13:40 Uhr (Ortszeit) | 6:40 Uhr (MESZ) | Argentinien                                                                       | 97 – 77 | Japan                                                                            | Saitama Super Arena Schiedsrichter: Roberto Vázquez (PUR), Mārtiņš Kozlovskis (LAT), Michael Weiland (CAN) |
| 1. August 2021 13:40 Uhr (Ortszeit) | 6:40 Uhr (MESZ) | Punkte pro Viertel: 26–16, 20–22, 19–15, 32–24 Punkte pro Halbzeit: 46–38, 51–39. |         |                                                                                  | Saitama Super Arena Schiedsrichter: Roberto Vázquez (PUR), Mārtiņš Kozlovskis (LAT), Michael Weiland (CAN) |
| 1. August 2021 13:40 Uhr (Ortszeit) | 6:40 Uhr (MESZ) | Punkte: Scola 23 Rebounds: Scola 10 Assists: Campazzo 11                          |         | Punkte: Baba 18 Rebounds: Hachimura 11 Assists: Togashi, Hiejima, Baba, Tanaka 3 | Saitama Super Arena Schiedsrichter: Roberto Vázquez (PUR), Mārtiņš Kozlovskis (LAT), Michael Weiland (CAN) |
| 1. August 2021 13:40 Uhr (Ortszeit) | 6:40 Uhr (MESZ) |                                                                                   |         |                                                                                  | Saitama Super Arena Schiedsrichter: Roberto Vázquez (PUR), Mārtiņš Kozlovskis (LAT), Michael Weiland (CAN) |

| 1. August 2021 17:20 Uhr (Ortszeit) | 10:20 Uhr (MESZ) | Spanien                                                                           | 87 – 95 | Slowenien                                                      | Saitama Super Arena Schiedsrichter: Ademir Zurapović (BIH), Yohan Rosso (FRA), Matthew Kallio (CAN) |
| 1. August 2021 17:20 Uhr (Ortszeit) | 10:20 Uhr (MESZ) | Punkte pro Viertel: 24–20, 20–21, 26–27, 17–27 Punkte pro Halbzeit: 44–41, 43–54. |         |                                                                | Saitama Super Arena Schiedsrichter: Ademir Zurapović (BIH), Yohan Rosso (FRA), Matthew Kallio (CAN) |
| 1. August 2021 17:20 Uhr (Ortszeit) | 10:20 Uhr (MESZ) | Punkte: Rubio 18 Rebounds: Claver, M. Gasol 6 Assists: Rubio 9                    |         | Punkte: Čančar 22 Rebounds: Dončić, Tobey 14 Assists: Dončić 9 | Saitama Super Arena Schiedsrichter: Ademir Zurapović (BIH), Yohan Rosso (FRA), Matthew Kallio (CAN) |
| 1. August 2021 17:20 Uhr (Ortszeit) | 10:20 Uhr (MESZ) |                                                                                   |         |                                                                | Saitama Super Arena Schiedsrichter: Ademir Zurapović (BIH), Yohan Rosso (FRA), Matthew Kallio (CAN) |

#### Tabelle der Gruppendritten
| Platz | Team        | Spiele | Siege | Ndlg. | Körbe   | Diff. | Punkte |
| ----- | ----------- | ------ | ----- | ----- | ------- | ----- | ------ |
| 1.    | Argentinien | 3      | 1     | 2     | 268:276 | −8    | 4      |
| 2.    | Deutschland | 3      | 1     | 2     | 257:273 | −16   | 4      |
| 3.    | Tschechien  | 3      | 1     | 2     | 245:294 | -49   | 4      |

### Finalrunde

#### Auslosung
In der Finalrunde wurden die Begegnungen neu ausgelost. Dabei wurden die Teams in folgende zwei Töpfe eingeteilt:
- Topf D: Alle Erstplatzierten der Vorrunde sowie der beste Gruppenzweite
- Topf E: Beide anderen Zweitplatzierten sowie alle Gruppendritten

Bei der Auslosung galten Ausnahmen:
Mannschaften aus der gleichen Vorrundengruppe konnten nicht erneut als Gegner gelost werden. Die zweitplatzierte Mannschaft aus Topf D konnte nicht gegen die drittplatzierten Teams aus Topf E gezogen werden.
| Platz | Team               | Spiele | Siege | Ndlg. | Körbe   | Diff. | Punkte | Topf               |
| ----- | ------------------ | ------ | ----- | ----- | ------- | ----- | ------ | ------------------ |
| 1.    | Slowenien          | 3      | 3     | 0     | 329:268 | +61   | 6      | Gesetzt (Topf D)   |
| 2.    | Frankreich         | 3      | 3     | 0     | 259:215 | +44   | 6      | Gesetzt (Topf D)   |
| 3.    | Australien         | 3      | 3     | 0     | 259:224 | +35   | 6      | Gesetzt (Topf D)   |
|       |                    |        |       |       |         |       |        |                    |
| 4.    | Vereinigte Staaten | 3      | 2     | 1     | 315:233 | +82   | 5      | Gesetzt (Topf D)   |
| 5.    | Italien            | 3      | 2     | 1     | 255:239 | +16   | 5      | Ungesetzt (Topf E) |
| 6.    | Spanien            | 3      | 2     | 1     | 256:243 | +13   | 5      | Ungesetzt (Topf E) |
|       |                    |        |       |       |         |       |        |                    |
| 7.    | Argentinien        | 3      | 1     | 2     | 268:276 | −8    | 4      | Ungesetzt (Topf E) |
| 8.    | Deutschland        | 3      | 1     | 2     | 257:273 | −16   | 4      | Ungesetzt (Topf E) |

#### Turnierbaum
|  | Viertelfinale      | Viertelfinale  |                    |                    | Halbfinale      | Halbfinale |  |  | Finale         | Finale         |
|  |                    |                |                    |                    |                 |            |  |  |                |                |
|  | 3. August 2021     |                |                    |                    |                 |            |  |  |                |                |
|  | Italien            | 75             |                    |                    |                 |            |  |  |                |                |
|  | Italien            | 75             | 5. August 2021     |                    |                 |            |  |  |                |                |
|  | Frankreich         | 84             |                    |                    |                 |            |  |  |                |                |
|  | Frankreich         | 84             | Frankreich         | 90                 |                 |            |  |  |                |                |
|  |                    |                | Frankreich         | 90                 |                 |            |  |  |                |                |
|  |                    | Slowenien      | 89                 |                    |                 |            |  |  |                |                |
|  | Slowenien          | Slowenien      | 89                 | 94                 |                 |            |  |  |                |                |
|  | Slowenien          |                |                    | 94                 |                 |            |  |  |                |                |
|  | Deutschland        | 70             |                    | 7. August 2021     | 7. August 2021  |            |  |  |                |                |
|  | 3. August 2021     | 3. August 2021 | Frankreich         | 82                 |                 |            |  |  |                |                |
|  | 3. August 2021     | 3. August 2021 |                    | Vereinigte Staaten | 87              |            |  |  |                |                |
|  | Spanien            | 81             |                    |                    |                 |            |  |  |                |                |
|  | Vereinigte Staaten | 95             |                    |                    |                 |            |  |  |                |                |
|  | Vereinigte Staaten | 95             | Vereinigte Staaten | 97                 |                 |            |  |  |                |                |
|  |                    |                | Vereinigte Staaten | 97                 | Spiel um Bronze |            |  |  |                |                |
|  |                    | Australien     | 78                 |                    |                 |            |  |  |                |                |
|  | Australien         | Australien     | 78                 | 97                 | Slowenien       | 93         |  |  |                |                |
|  | Australien         | 5. August 2021 |                    | 97                 | Slowenien       | 93         |  |  |                |                |
|  | Argentinien        | 59             |                    | Australien         | 107             |            |  |  |                |                |
|  | Argentinien        | 59             |                    |                    | 107             |            |  |  |                |                |
|  | 3. August 2021     | 3. August 2021 |                    |                    |                 |            |  |  | 7. August 2021 | 7. August 2021 |

#### Viertelfinale
| 3. August 2021 10:00 Uhr (Ortszeit) | 3:00 Uhr (MESZ) | Slowenien                                                                         | 94 – 70 | Deutschland                                      | Saitama Super Arena Schiedsrichter: Ademir Zurapović (BIH), Matthew Kallio (CAN), Omar Bermúdez (MEX) |
| 3. August 2021 10:00 Uhr (Ortszeit) | 3:00 Uhr (MESZ) | Punkte pro Viertel: 25-14, 19-23, 22-17, 28-16 Punkte pro Halbzeit: 44-37, 50-33. |         |                                                  | Saitama Super Arena Schiedsrichter: Ademir Zurapović (BIH), Matthew Kallio (CAN), Omar Bermúdez (MEX) |
| 3. August 2021 10:00 Uhr (Ortszeit) | 3:00 Uhr (MESZ) | Punkte: Dragić 27 Rebounds: Tobey 11 Assists: Dončić 11                           |         | Punkte: Lô 11 Rebounds: Bonga 7 Assists: Bonga 3 | Saitama Super Arena Schiedsrichter: Ademir Zurapović (BIH), Matthew Kallio (CAN), Omar Bermúdez (MEX) |
| 3. August 2021 10:00 Uhr (Ortszeit) | 3:00 Uhr (MESZ) |                                                                                   |         |                                                  | Saitama Super Arena Schiedsrichter: Ademir Zurapović (BIH), Matthew Kallio (CAN), Omar Bermúdez (MEX) |

| 3. August 2021 13:40 Uhr (Ortszeit) | 6:40 Uhr (MESZ) | Spanien                                                                           | 81 – 95 | Vereinigte Staaten                                              | Saitama Super Arena Schiedsrichter: Guilherme Locatelli (BRA), Yohan Rosso (FRA), Michael Weiland (CAN) |
| 3. August 2021 13:40 Uhr (Ortszeit) | 6:40 Uhr (MESZ) | Punkte pro Viertel: 21-19, 22-24, 20-26, 18-26 Punkte pro Halbzeit: 43-43, 38-52. |         |                                                                 | Saitama Super Arena Schiedsrichter: Guilherme Locatelli (BRA), Yohan Rosso (FRA), Michael Weiland (CAN) |
| 3. August 2021 13:40 Uhr (Ortszeit) | 6:40 Uhr (MESZ) | Punkte: Rubio 38 Rebounds: Hernangómez 10 Assists: Hernangómez 3                  |         | Punkte: Durant 29 Rebounds: Booker 9 Assists: Booker, Holiday 5 | Saitama Super Arena Schiedsrichter: Guilherme Locatelli (BRA), Yohan Rosso (FRA), Michael Weiland (CAN) |
| 3. August 2021 13:40 Uhr (Ortszeit) | 6:40 Uhr (MESZ) |                                                                                   |         |                                                                 | Saitama Super Arena Schiedsrichter: Guilherme Locatelli (BRA), Yohan Rosso (FRA), Michael Weiland (CAN) |

| 3. August 2021 17:20 Uhr (Ortszeit) | 10:20 Uhr (MESZ) | Italien                                                                           | 75 – 84 | Frankreich                                              | Saitama Super Arena Schiedsrichter: Roberto Vazquez (PUR), Juan Fernandez (ARG), Steven Anderson (USA) |
| 3. August 2021 17:20 Uhr (Ortszeit) | 10:20 Uhr (MESZ) | Punkte pro Viertel: 25-20, 17-23, 12-21, 21-20 Punkte pro Halbzeit: 42-43, 33-41. |         |                                                         | Saitama Super Arena Schiedsrichter: Roberto Vazquez (PUR), Juan Fernandez (ARG), Steven Anderson (USA) |
| 3. August 2021 17:20 Uhr (Ortszeit) | 10:20 Uhr (MESZ) | Punkte: Fontecchio 23 Rebounds: Gallinari 10 Assists: Pajola 6                    |         | Punkte: Gobert 22 Rebounds: Batum 14 Assists: de Colo 7 | Saitama Super Arena Schiedsrichter: Roberto Vazquez (PUR), Juan Fernandez (ARG), Steven Anderson (USA) |
| 3. August 2021 17:20 Uhr (Ortszeit) | 10:20 Uhr (MESZ) |                                                                                   |         |                                                         | Saitama Super Arena Schiedsrichter: Roberto Vazquez (PUR), Juan Fernandez (ARG), Steven Anderson (USA) |

| 3. August 2021 21:00 Uhr (Ortszeit) | 14:00 Uhr (MESZ) | Australien                                                                        | 97 – 59 | Argentinien                                                   | Saitama Super Arena Schiedsrichter: Antonio Conde (ESP), Aleksandar Glisic (SRB), Martins Kozlovskis (LAT) |
| 3. August 2021 21:00 Uhr (Ortszeit) | 14:00 Uhr (MESZ) | Punkte pro Viertel: 18-22, 21-11, 21-15, 37-11 Punkte pro Halbzeit: 39-33, 58-26. |         |                                                               | Saitama Super Arena Schiedsrichter: Antonio Conde (ESP), Aleksandar Glisic (SRB), Martins Kozlovskis (LAT) |
| 3. August 2021 21:00 Uhr (Ortszeit) | 14:00 Uhr (MESZ) | Punkte: Mills 18 Rebounds: Kay 10 Assists: Ingles 7                               |         | Punkte: Laprovittola 16 Rebounds: Deck 10 Assists: Campazzo 5 | Saitama Super Arena Schiedsrichter: Antonio Conde (ESP), Aleksandar Glisic (SRB), Martins Kozlovskis (LAT) |
| 3. August 2021 21:00 Uhr (Ortszeit) | 14:00 Uhr (MESZ) |                                                                                   |         |                                                               | Saitama Super Arena Schiedsrichter: Antonio Conde (ESP), Aleksandar Glisic (SRB), Martins Kozlovskis (LAT) |

#### Halbfinale
| 5. August 2021 13:15 Uhr (Ortszeit) | 6:15 Uhr (MESZ) | Vereinigte Staaten                                                                | 97 – 78 | Australien                                            | Saitama Super Arena Schiedsrichter: Ademir Zurapović (BIH), Michael Weiland (CAN), Manuel Mazzoni (ITA) |
| 5. August 2021 13:15 Uhr (Ortszeit) | 6:15 Uhr (MESZ) | Punkte pro Viertel: 18-24, 24-21, 32-10, 23-23 Punkte pro Halbzeit: 42-45, 55-33. |         |                                                       | Saitama Super Arena Schiedsrichter: Ademir Zurapović (BIH), Michael Weiland (CAN), Manuel Mazzoni (ITA) |
| 5. August 2021 13:15 Uhr (Ortszeit) | 6:15 Uhr (MESZ) | Punkte: Durant 23 Rebounds: Durant 9 Assists: Holiday 8                           |         | Punkte: Mills 15 Rebounds: Landale 6 Assists: Mills 8 | Saitama Super Arena Schiedsrichter: Ademir Zurapović (BIH), Michael Weiland (CAN), Manuel Mazzoni (ITA) |
| 5. August 2021 13:15 Uhr (Ortszeit) | 6:15 Uhr (MESZ) |                                                                                   |         |                                                       | Saitama Super Arena Schiedsrichter: Ademir Zurapović (BIH), Michael Weiland (CAN), Manuel Mazzoni (ITA) |

| 5. August 2021 20:00 Uhr (Ortszeit) | 13:00 Uhr (MESZ) | Frankreich                                                                        | 90 – 89 | Slowenien                                               | Saitama Super Arena Schiedsrichter: Guilherme Locatelli (BRA), Juan Fernandez (ARG), Martins Kozlovskis (LAT) |
| 5. August 2021 20:00 Uhr (Ortszeit) | 13:00 Uhr (MESZ) | Punkte pro Viertel: 27-29, 15-15, 29-21, 19-24 Punkte pro Halbzeit: 42-44, 48-45. |         |                                                         | Saitama Super Arena Schiedsrichter: Guilherme Locatelli (BRA), Juan Fernandez (ARG), Martins Kozlovskis (LAT) |
| 5. August 2021 20:00 Uhr (Ortszeit) | 13:00 Uhr (MESZ) | Punkte: de Colo 25 Rebounds: Gobert 16 Assists: de Colo 5                         |         | Punkte: Tobey 23 Rebounds: Dončić 10 Assists: Dončić 18 | Saitama Super Arena Schiedsrichter: Guilherme Locatelli (BRA), Juan Fernandez (ARG), Martins Kozlovskis (LAT) |
| 5. August 2021 20:00 Uhr (Ortszeit) | 13:00 Uhr (MESZ) |                                                                                   |         |                                                         | Saitama Super Arena Schiedsrichter: Guilherme Locatelli (BRA), Juan Fernandez (ARG), Martins Kozlovskis (LAT) |

#### Spiel um Bronze
| 7. August 2021 20:00 Uhr (Ortszeit) | 13:00 Uhr (MESZ) | Slowenien                                                                         | 93 – 107 | Australien                                           | Saitama Super Arena Schiedsrichter: Roberto Vazquez (PUR), Yohan Rosso (FRA), Matthew Kallio (CAN) |
| 7. August 2021 20:00 Uhr (Ortszeit) | 13:00 Uhr (MESZ) | Punkte pro Viertel: 19–20, 26–33, 22–25, 26–29 Punkte pro Halbzeit: 45–53, 48–54. |          |                                                      | Saitama Super Arena Schiedsrichter: Roberto Vazquez (PUR), Yohan Rosso (FRA), Matthew Kallio (CAN) |
| 7. August 2021 20:00 Uhr (Ortszeit) | 13:00 Uhr (MESZ) | Punkte: Dončić 22 Rebounds: Dončić 8 Assists: Dončić 7                            |          | Punkte: Mills 42 Rebounds: Ingles 9 Assists: Mills 9 | Saitama Super Arena Schiedsrichter: Roberto Vazquez (PUR), Yohan Rosso (FRA), Matthew Kallio (CAN) |
| 7. August 2021 20:00 Uhr (Ortszeit) | 13:00 Uhr (MESZ) |                                                                                   |          |                                                      | Saitama Super Arena Schiedsrichter: Roberto Vazquez (PUR), Yohan Rosso (FRA), Matthew Kallio (CAN) |

#### Finale
| 7. August 2021 11:30 Uhr (Ortszeit) | 4:30 Uhr (MESZ) | Frankreich                                                                        | 82 – 87 | Vereinigte Staaten                                   | Saitama Super Arena Schiedsrichter: Guilherme Locatelli (BRA), Ademir Zurapovic (BIH), Michael Weiland (CAN) |
| 7. August 2021 11:30 Uhr (Ortszeit) | 4:30 Uhr (MESZ) | Punkte pro Viertel: 18–22, 21–22, 24–27, 19–16 Punkte pro Halbzeit: 39–44, 43–43. |         |                                                      | Saitama Super Arena Schiedsrichter: Guilherme Locatelli (BRA), Ademir Zurapovic (BIH), Michael Weiland (CAN) |
| 7. August 2021 11:30 Uhr (Ortszeit) | 4:30 Uhr (MESZ) | Punkte: Fournier, Gobert 16 Rebounds: Gobert 8 Assists: de Colo 7                 |         | Punkte: Durant 29 Rebounds: Tatum 7 Assists: Green 5 | Saitama Super Arena Schiedsrichter: Guilherme Locatelli (BRA), Ademir Zurapovic (BIH), Michael Weiland (CAN) |
| 7. August 2021 11:30 Uhr (Ortszeit) | 4:30 Uhr (MESZ) |                                                                                   |         |                                                      | Saitama Super Arena Schiedsrichter: Guilherme Locatelli (BRA), Ademir Zurapovic (BIH), Michael Weiland (CAN) |

### Medaillengewinner
| Rang                    | Medaillengewinner |
| ----------------------- | --- |
| Gold Vereinigte Staaten | Bam Adebayo, Devin Booker, Kevin Durant, Jerami Grant, Draymond Green, Jrue Holiday, Keldon Johnson, Zach LaVine, Damian Lillard, JaVale McGee, Khris Middleton, Jayson Tatum                         |
| Silber Frankreich       | Andrew Albicy, Nicolas Batum, Petr Cornelie, Nando de Colo, Moustapha Fall, Evan Fournier, Rudy Gobert, Thomas Heurtel, Timothé Luwawu-Cabarrot, Frank Ntilikina, Vincent Poirier, Guerschon Yabusele |
| Bronze Australien       | Aron Baynes, Matthew Dellavedova, Dante Exum, Chris Goulding, Josh Green, Joe Ingles, Nick Kay, Jock Landale, Patty Mills, Duop Reath, Nathan Sobey, Matisse Thybulle                                 |

## Weblink
- Basketball auf der Homepage der Spiele